# Route départementale 31 (Ardennes)
Pour les articles homonymes, voir Route départementale 31.
La route départementale 31, abrégée en D31, est une route départementale des Ardennes qui relie Hannappes aux Hautes-Rivières, en passant par Bourg-Fidèle, Les Mazures, Deville, Monthermé et Thilay.
Entre Monthermé et Les Hautes-Rivières, elle suit la vallée de la Semoy. La D31 se termine à la frontière belge dans la commune des Hautes-Rivières, et se poursuit en Belgique sous le numéro N914 en direction de Vresse-sur-Semois.

## Tracé
- Hannappes
- Bossus-lès-Rumigny, tronc commun avec la D10
- Fontenelle, commune d'Antheny
- Antheny
- interruption de la D31 à Auvillers-les-Forges, tronc commun avec la D877
- Auvillers-les-Forges
- Mon Idée, commune d'Auvillers-les-Forges, tronc commun avec la D8043
- Maubert-Fontaine,  tronc commun avec la D32
- reprise de la D31 à Maubert-Fontaine
- Sévigny-la-Forêt
- Bourg-Fidèle, tronc commun avec la D22
- Les Mazures, interruption de la D31, tronc commun avec la D88
- reprise de la D31 à Sécheval
- Deville, interruption de la D31, tronc commun avec la D1
- Monthermé, reprise de la D31
- Thilay
- Naux, commune de Thilay
- Nohan-sur-Semoy, commune de Thilay
- Les Hautes-Rivières
- Sorendal, commune des Hautes-Rivières
- frontière avec la Belgique